# Список созывов Палаты общин Канады

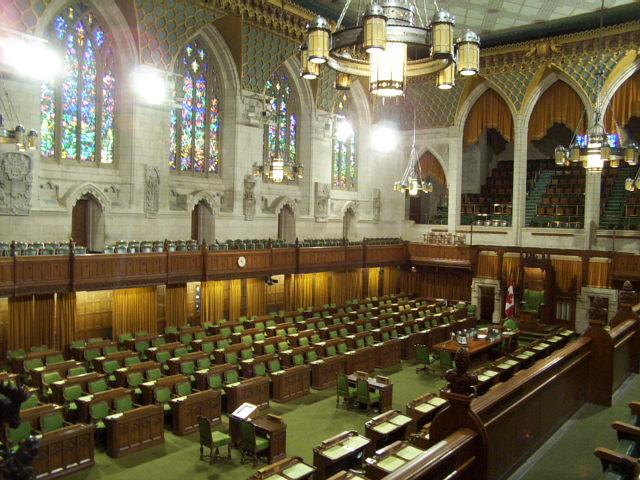
Палата общин Канады

Здесь представлен список созывов Палаты общин Канады, то есть краткое описание состава Парламента Канады за различные периоды его работы. Палата общин — нижняя палата, а Сенат — верхняя палата Парламента Канады. Большинство важных законопроектов берут своё начало в Палате общин. Новый созыв формируется после каждых всеобщих выборов и не может длиться более пяти лет.
Число кресел в Парламенте изменялось по мере того, как к стране присоединялись новые провинции и изменялось распределение населения по провинциям; в настоящее время заседают 308 депутатов и 105 сенаторов (если нет никаких вакансий). Глава политической партии, занявшей наибольшее количество кресел в Палате общин, становится премьер-министром, даже если сам этот человек не был избран. Глава партии, занявшей второе по количеству кресел место в Палате общин, становится главой оппозиции, а прениями обеих партий руководит председатель Палаты общин. Когда партия с наибольшим количеством мест имеет менее половины кресел в Палате общин, она формирует правительство меньшинства, которому оппозиционные партии в любой момент могут нанести поражение. Парламент Канады располагается на Парламентском холме в канадской столице Оттаве.
В настоящее время заседает 40-й созыв Палаты общин Канады со времени канадской конфедерации 1867.

## Созывы
| Схема                 | Созыв — выборы — сессии                                     | Начало Конец                                                      | Правительство (число кресел)                                         | Премьер-министр                                               | Официальная оппозиция Лидер | Председатель Палаты                                          |
| --------------------- | ----------------------------------------------------------- | ----------------------------------------------------------------- | -------------------------------------------------------------------- | ------------------------------------------------------------- | --- | ------------------------------------------------------------ |
|                       | 1-й созыв Палаты общин Канады — избран в 1867 — (5 сессий)  | 06.11.1867 08.07.1872                                             | Либерально-консервативная партия (100 кресел из 180)                 | Сэр Джон А. Макдональд                                        | Либеральная партия: Эдвард Блейк | Джеймс Кокберн                                               |
|                       | 2-й созыв Палаты общин Канады — избран в 1872 — (2 сессии)  | 05.03.1873 ...                                                    | Либерально-консервативная партия (99 кресел из 200)                  | Сэр Джон А. Макдональд                                        | Либеральная партия: Александр Маккензи | Джеймс Кокберн                                               |
| 07.11.1873 02.01.1874 | 2-й созыв Палаты общин Канады — избран в 1872 — (2 сессии)  | Либеральная партия в меньшинстве (95 кресел из 200)               | Александр Маккензи                                                   | Либерально-консервативная партия: Сэр Джон А. Макдональд      | | Джеймс Кокберн                                               |
|                       | 3-й созыв Палаты общин Канады — избран в 1874 — (5 сессий)  | 27.03.1874 17.08.1878                                             | Либеральная партия (129 кресел из 206)                               | Александр Маккензи                                            | Либерально-консервативная партия: Сэр Джон А. Макдональд                                                                                  | Тимоти Уорен Энглин                                          |
|                       | 4-й созыв Палаты общин Канады — избран в 1878 — (4 сессии)  | 13.02.1879 18.05.1882                                             | Либерально-консервативная партия (134 кресла из 206)                 | Сэр Джон А. Макдональд                                        | Либеральная партия: Александр Маккензи (1878-1880) Эдвард Блейк (1880-1882)                                                               | Жозеф Годерик Бланше                                         |
|                       | 5-й созыв Палаты общин Канады — избран в 1882 — (4 сессии)  | 08.02.1883 15.01.1887                                             | Либерально-консервативная партия (133 кресла из 211)                 | Сэр Джон А. Макдональд                                        | Либеральная партия: Эдвард Блейк | Джордж Эйри Киркпатрик                                       |
|                       | 6-й созыв Палаты общин Канады — избран в 1887 — (4 сессии)  | 13.04.1887 03.02.1891                                             | Либерально-консервативная партия (122 кресла из 215)                 | Сэр Джон А. Макдональд                                        | Либеральная партия: Эдвард Блейк (1887) Уилфрид Лорье (1887-1896)                                                                         | Жозеф-Альдерик Уиме                                          |
|                       | 7-й созыв Палаты общин Канады — избран в 1891 — (6 сессий)  | 29.04.1891 ...                                                    | Либерально-консервативная партия (117 кресел из 215)                 | Сэр Джон А. Макдональд                                        | Либеральная партия: Уилфрид Лорье | Питер Уайт                                                   |
| 16.06.1891 ...        | 7-й созыв Палаты общин Канады — избран в 1891 — (6 сессий)  | Сэр Джон Эббот                                                    | Либерально-консервативная партия (117 кресел из 215)                 |                                                               | Либеральная партия: Уилфрид Лорье | Питер Уайт                                                   |
| 05.12.1892 ...        | 7-й созыв Палаты общин Канады — избран в 1891 — (6 сессий)  | Консервативная партия (117 кресел из 215)                         | Сэр Джон Томпсон                                                     |                                                               | Либеральная партия: Уилфрид Лорье | Питер Уайт                                                   |
| 21.12.1894 ...        | 7-й созыв Палаты общин Канады — избран в 1891 — (6 сессий)  | Консервативная партия (117 кресел из 215)                         | Сэр Макензи Боуэлл                                                   |                                                               | Либеральная партия: Уилфрид Лорье | Питер Уайт                                                   |
| 01.05.1896 24.04.1896 | 7-й созыв Палаты общин Канады — избран в 1891 — (6 сессий)  | Консервативная партия (117 кресел из 215)                         | Сэр Чарльз Таппер                                                    |                                                               | Либеральная партия: Уилфрид Лорье | Питер Уайт                                                   |
|                       | 8-й созыв Палаты общин Канады — избран в 1896 — (5 сессий)  | 19.08.1896 09.10.1900                                             | Либеральная партия (117 кресел из 213)                               | Сэр Уилфрид Лорье                                             | Консервативная партия: Сэр Чарльз Таппер                                                                                                  | Джеймс Дэвид Эдгар (1896-1899) Томас Бейн (1899-1900)        |
|                       | 9-й созыв Палаты общин Канады — избран в 1900 — (4 сессии)  | 06.02.1901 29.09.1904                                             | Либеральная партия (128 кресел из 213)                               | Сэр Уилфрид Лорье                                             | Консервативная партия: Роберт Борден | Луи-Филип Бродёр (1901-1904) Наполеон Антуан Белькур (1904)  |
|                       | 10-й созыв Палаты общин Канады — избран в 1904 — (4 сессии) | 11.01.1905 17.09.1908                                             | Либеральная партия (137 кресел из 214)                               | Сэр Уилфрид Лорье                                             | Консервативная партия: Роберт Борден | Роберт Фрэнклин Сатерленд                                    |
|                       | 11-й созыв Палаты общин Канады — избран в 1908 — (3 сессии) | 20.01.1909 29.07.1911                                             | Либеральная партия (133 кресла из 221)                               | Сэр Уилфрид Лорье                                             | Консервативная партия: Роберт Борден | Шарль Марсиль                                                |
|                       | 12-й созыв Палаты общин Канады — избран в 1911 — (7 сессий) | 15.11.1911 06.10.1917                                             | Консервативная партия (132 кресла из 221)                            | Сэр Роберт Борден                                             | Либеральная партия: Сэр Уилфрид Лорье | Томас Симпсон Спраул (1911-1915) Альбер Севиньи (1916-1917)  |
|                       | 13-й созыв Палаты общин Канады — избран в 1917 — (5 сессий) | 18.03.1918 ...                                                    | Правительство (Унионистская партия) (153 кресла из 235)              | Сэр Роберт Борден                                             | Оппозиция (либералы Лорье): Сэр Уилфрид Лорье (1918-1919) Дэниел Макензи (1919) Уильям Лайон Макензи Кинг (1919-1921)                     | Эдгар Нелсон Роудс                                           |
| 07.07.1920 04.10.1921 | 13-й созыв Палаты общин Канады — избран в 1917 — (5 сессий) | Национальная либерально-консервативная партия (153 кресла из 235) | Артур Мейен                                                          |                                                               | Оппозиция (либералы Лорье): Сэр Уилфрид Лорье (1918-1919) Дэниел Макензи (1919) Уильям Лайон Макензи Кинг (1919-1921)                     | Эдгар Нелсон Роудс                                           |
|                       | 14-й созыв Палаты общин Канады — избран в 1921 — (4 сессии) | 08.03.1922 05.09.1925                                             | Либеральная партия в меньшинстве (118 кресел из 235)                 | Уильям Лайон Макензи Кинг                                     | Консервативная партия: Артур Мейен | Родольф Лемье                                                |
|                       | 15-й созыв Палаты общин Канады — избран в 1925 — (1 сессия) | 07.01.1925 ...                                                    | Либеральная партия в меньшинстве (100 кресел из 245)                 | Уильям Лайон Макензи Кинг                                     | Консервативная партия: Артур Мейен | Родольф Лемье                                                |
| 29.06.1926 02.07.1926 | 15-й созыв Палаты общин Канады — избран в 1925 — (1 сессия) | Консервативная партия в меньшинстве (115 кресел из 245)           | Артур Мейен                                                          | Либеральная партия: Уильям Лайон Макензи Кинг                 | | Родольф Лемье                                                |
|                       | 16-й созыв Палаты общин Канады — избран в 1926 — (4 сессии) | 09.12.1926 30.05.1930                                             | Либеральная партия в меньшинстве (116 кресел из 245)                 | Уильям Лайон Макензи Кинг                                     | Консервативная партия: Хью Гатри (1926-1927) Ричард Беннет (1927-1930)                                                                    | Родольф Лемье                                                |
|                       | 17-й созыв Палаты общин Канады — избран в 1930 — (6 сессий) | 08.09.1930 14.08.1935                                             | Консервативная партия (134 кресла из 245)                            | Ричард Беннет                                                 | Либеральная партия: Уильям Лайон Макензи Кинг                                                                                             | Джордж Блэк (1930-1935) Джеймс Лэнгстафф Боумен (1935)       |
|                       | 18-й созыв Палаты общин Канады — избран в 1935 — (6 сессий) | 06.02.1936 25.01.1940                                             | Либеральная партия (173 кресла из 245)                               | Уильям Лайон Макензи Кинг                                     | Консервативная партия: Ричард Беннет (1936-1938) Роберт Манион (1938-1940)                                                                | Пьер-Франсуа Кагрен                                          |
|                       | 19-й созыв Палаты общин Канады — избран в 1940 — (6 сессий) | 16.05.1940 16.04.1945                                             | Либеральная партия (179 кресел из 245)                               | Уильям Лайон Макензи Кинг                                     | Консервативная партия: Ричард Хансон (1940-1942) Гордон Грейдон (1943-1945)                                                               | Джеймс Эллисон Глен                                          |
|                       | 20-й созыв Палаты общин Канады — избран в 1945 — (5 сессий) | 06.09.1945 ...                                                    | Либеральная партия (118 кресел из 245)                               | Уильям Лайон Макензи Кинг                                     | Прогрессивно-консервативная партия: Джон Брэкен (1945-1948) Джордж Дрю (1948-1949)                                                        | Гаспар Фотё                                                  |
| 07.08.1948 30.04.1949 | 20-й созыв Палаты общин Канады — избран в 1945 — (5 сессий) | Луи Сен-Лоран                                                     | Либеральная партия (118 кресел из 245)                               |                                                               | Прогрессивно-консервативная партия: Джон Брэкен (1945-1948) Джордж Дрю (1948-1949)                                                        | Гаспар Фотё                                                  |
|                       | 21-й созыв Палаты общин Канады — избран в 1949 — (7 сессий) | 15.09.1949 13.06.1953                                             | Либеральная партия (191 кресло из 262)                               | Луи Сен-Лоран                                                 | Прогрессивно-консервативная партия: Джордж Дрю                                                                                            | Уильям Росс Макдональд                                       |
|                       | 22-й созыв Палаты общин Канады — избран в 1953 — (5 сессий) | 12.11.1953 12.04.1957                                             | Либеральная партия (169 кресел из 265)                               | Луи Сен-Лоран                                                 | Прогрессивно-консервативная партия: Джордж Дрю (1953-1954) Уильям Эрл Роу (1954-1955) Джордж Дрю (1955-1956) Джон Дифенбейкер (1956-1957) | Луи-Рене Бодуэн                                              |
|                       | 23-й созыв Палаты общин Канады — избран в 1957 — (1 сессия) | 14.10.1957 01.02.1958                                             | Прогрессивно-консервативная партия в меньшинстве (111 кресло из 265) | Джон Дифенбейкер                                              | Либеральная партия: Луи Сен-Лоран (1957-1958) Лестер Б. Пирсон (1958)                                                                     | Роланд Мичнер                                                |
|                       | 24-й созыв Палаты общин Канады — избран в 1958 — (5 сессий) | 12.05.1958 19.04.1962                                             | Прогрессивно-консервативная партия (208 кресел из 265)               | Джон Дифенбейкер                                              | Либеральная партия: Лестер Б. Пирсон | Роланд Мичнер                                                |
|                       | 25-й созыв Палаты общин Канады — избран в 1962 — (1 сессия) | 27.09.1962 07.02.1963                                             | Прогрессивно-консервативная партия в меньшинстве (116 кресел из 265) | Джон Дифенбейкер                                              | Либеральная партия: Лестер Б. Пирсон | Марсель Ламбер                                               |
|                       | 26-й созыв Палаты общин Канады — избран в 1963 — (3 сессии) | 16.05.1963 08.09.1965                                             | Либеральная партия в меньшинстве (128 кресел из 265)                 | Лестер Б. Пирсон                                              | Прогрессивно-консервативная партия: Джон Дифенбейкер                                                                                      | Алан Макнотон                                                |
|                       | 27-й созыв Палаты общин Канады — избран в 1965 — (2 сессии) | 18.01.1966 23.04.1968                                             | Либеральная партия в меньшинстве (131 кресло из 265)                 | Лестер Б. Пирсон                                              | Прогрессивно-консервативная партия: Джон Дифенбейкер (1966-1967) Майкл Старр (1967) Роберт Стэнфилд (1967-1968)                           | Люсьен Ламурё                                                |
|                       | 28-й созыв Палаты общин Канады — избран в 1968 — (4 сессии) | 12.09.1968 01.09.1972                                             | Либеральная партия (154 кресла из 264)                               | Пьер Трюдо                                                    | Прогрессивно-консервативная партия: Роберт Стэнфилд                                                                                       | Люсьен Ламурё                                                |
|                       | 29-й созыв Палаты общин Канады — избран в 1972 — (2 сессии) | 14.01.1973 09.05.1974                                             | Либеральная партия в меньшинстве (109 кресел из 264)                 | Пьер Трюдо                                                    | Прогрессивно-консервативная партия: Роберт Стэнфилд                                                                                       | Люсьен Ламурё                                                |
|                       | 30-й созыв Палаты общин Канады — избран в 1974 — (4 сессии) | 30.09.1974 26.03.1979                                             | Либеральная партия (141 кресло из 264)                               | Пьер Трюдо                                                    | Прогрессивно-консервативная партия: Роберт Стэнфилд (1974-1976) Джо Кларк (1976-1979)                                                     | Джеймс Александр Джером                                      |
|                       | 31-й созыв Палаты общин Канады — избран в 1979 — (1 сессия) | 09.10.1979 14.12.1979                                             | Прогрессивно-консервативная партия в меньшинстве (136 кресел из 282) | Джо Кларк                                                     | Либеральная партия: Пьер Трюдо | Джеймс Александр Джером                                      |
|                       | 32-й созыв Палаты общин Канады — избран в 1980 — (2 сессии) | 14.04.1980 ...                                                    | Либеральная партия (147 кресел из 282)                               | Пьер Трюдо                                                    | Прогрессивно-консервативная партия: Джо Кларк (1980-1983) Брайан Малруни (1983-1984)                                                      | Жанна Сове (1980-1984) Сирил Ллойд Фрэнсис (1984)            |
| 30.06.1984 09.07.1984 | 32-й созыв Палаты общин Канады — избран в 1980 — (2 сессии) | Джон Тёрнер                                                       | Либеральная партия (147 кресел из 282)                               |                                                               | Прогрессивно-консервативная партия: Джо Кларк (1980-1983) Брайан Малруни (1983-1984)                                                      | Жанна Сове (1980-1984) Сирил Ллойд Фрэнсис (1984)            |
|                       | 33-й созыв Палаты общин Канады — избран в 1984 — (2 сессии) | 05.11.1984 01.10.1988                                             | Прогрессивно-консервативная партия (211 кресло из 282)               | Брайан Малруни                                                | Либеральная партия: Джон Тёрнер | Джон Уильям Босли (1984-1986) Джон Эллен Фрейзер (1986-1988) |
|                       | 34-й созыв Палаты общин Канады — избран в 1988 — (3 сессии) | 12.12.1988 ...                                                    | Прогрессивно-консервативная партия (169 кресел из 295)               | Брайан Малруни                                                | Либеральная партия: Джон Тёрнер (1988-1990) Херб Грей (1990) Жан Кретьен (1990-1993)                                                      | Джон Эллен Фрейзер                                           |
| 26.06.1993 08.09.1993 | 34-й созыв Палаты общин Канады — избран в 1988 — (3 сессии) | Ким Кэмпбелл                                                      | Прогрессивно-консервативная партия (169 кресел из 295)               |                                                               | Либеральная партия: Джон Тёрнер (1988-1990) Херб Грей (1990) Жан Кретьен (1990-1993)                                                      | Джон Эллен Фрейзер                                           |
|                       | 35-й созыв Палаты общин Канады — избран в 1993 — (2 сессии) | 17.01.1994 27.04.1997                                             | Либеральная партия (177 кресел из 295)                               | Жан Кретьен                                                   | Квебекский блок: Люсьен Бушар (1994-1996) Жиль Дюсеп (1996) Мишель Готье (1996-1997)                                                      | Гилберт Пэрент                                               |
|                       | 36-й созыв Палаты общин Канады — избран в 1997 — (2 сессии) | 22.09.1997 ...                                                    | Либеральная партия (155 кресел из 301)                               | Жан Кретьен                                                   | Реформистская партия Канады: Престон Мэннинг                                                                                              | Гилберт Пэрент                                               |
| 27.03.2000 22.10.2000 | 36-й созыв Палаты общин Канады — избран в 1997 — (2 сессии) | Канадский союз: Дебора Грей (2000) Стокуэлл Дей (2000)            | Либеральная партия (155 кресел из 301)                               | Жан Кретьен                                                   | | Гилберт Пэрент                                               |
|                       | 37-й созыв Палаты общин Канады — избран в 2000 — (3 сессии) | 29.01.2001 ...                                                    | Либеральная партия (172 кресла из 301)                               | Жан Кретьен                                                   | Канадский союз: Стокуэлл Дей (2001) Джон Рейнольдс (2001-2002) Стивен Харпер (2002-2004) Грант Хилл (2004)                                | Питер Милликен                                               |
| 12.12.2003 ...        | 37-й созыв Палаты общин Канады — избран в 2000 — (3 сессии) | Пол Мартин                                                        | Либеральная партия (172 кресла из 301)                               |                                                               | Канадский союз: Стокуэлл Дей (2001) Джон Рейнольдс (2001-2002) Стивен Харпер (2002-2004) Грант Хилл (2004)                                | Питер Милликен                                               |
| 02.02.2004 23.05.2004 | 37-й созыв Палаты общин Канады — избран в 2000 — (3 сессии) | Пол Мартин                                                        | Либеральная партия (172 кресла из 301)                               | Консервативная партия: Грант Хилл (2004) Стивен Харпер (2004) | | Питер Милликен                                               |
|                       | 38-й созыв Палаты общин Канады — избран в 2004 — (1 сессия) | 04.10.2004 29.11.2005                                             | Либеральная партия в меньшинстве (135 кресел из 308)                 | Пол Мартин                                                    | Консервативная партия: Стивен Харпер | Питер Милликен                                               |
|                       | 39-й созыв Палаты общин Канады — избран в 2006 — (1 сессия) | 03.04.2006 2008                                                   | Консервативная партия в меньшинстве (124 кресла из 308)              | Стивен Харпер                                                 | Либеральная партия: Билл Грэм (2006) Стефан Дион (2006-2008)                                                                              | Питер Милликен                                               |
|                       | 40-й созыв Палаты общин Канады — избран в 2008 — (3 сессии) | 14.10.2008 настоящее время                                        | Консервативная партия в меньшинстве (144 кресла из 308)              | Стивен Харпер                                                 | Либеральная партия: Стефан Дион (2008-2009) Майкл Игнатьев (2009-)                                                                        | Питер Милликен                                               |